# Andrzej Sienieński (zm. 1494)
Andrzej Sienieński z Gołogór z Sienna herbu Dębno (ur. w Siennie, zm. 1494) – podkomorzy sandomierski (1477), syn Dobiesława z Sienna i z Oleśnicy i Katarzyny Sienieńskiej; ojczymem jego był Jan z Oleśnicy (ok. 1400-1460).

## Życiorys
W 1475 r., Andrzej Sienieński uwięził w wieży swego zamku młynarza ze wsi Głębokie oskarżonego o kradzież wołu. Synami Andrzeja byli: Jan Sienieński (zm. po 1526) i Wiktoryn Sienieński (ok. 1463-1530).
Braćmi jego byli wśród jedenastu osób z rodzeństwa:
- Dymitr z Sienna (zm. 1465)
- Mikołaj z Sienna (zm. 1484)
- Jan z Sienna
- Jakub z Sienna
- Paweł z Sienna

oraz Zygmunt z Sienna, Wiktor z Sienna, Zbigniew z Sienna, Marcin z Sienna, Maciej z Sienna i siostra Dorota z Sienna
Wnukami byli:
- Zbigniew Sienieński (zm. 1567/1568) – kasztelan sanocki
- Jan Sienieński z Gołogór (ok. 1506-1581) – arcybiskup lwowski

Pradziad: Dobiesław Kurozwęcki (zm. 1397) – polityk, kasztelan krakowski